# Louis Jouffret

a Compétitions nationales et continentales officielles uniquement.

b Matchs officiels uniquement.
Louis Jouffret, né le 24 août 1995 à Avignon, est un joueur de rugby à XIII français évoluant au poste de demi d'ouverture et d'arrière, . Formé à Avignon puis aux Wolves de Warrington, il évolue pour actuellement pour les Batley Bulldogs en championship .
Il est sélectionné en équipe de France pour prendre part à la première édition de Coupe du monde de rugby à 9 en 2019.

## Biographie
Louis Jouffret découvre le rugby à XIII avec Avignon avant de rejoindre le club de Barbentane Rugby League que son père a créé, puis retourne au Avignon en U16. Repéré par son talent précoce, il rejoint les juniors dit « Academy » des Wolves de Warrington en Angleterre en juin 2013, et dispute parallèlement des rencontres avec l'équipe de France juniors. 
Après sa formation anglaise , il revient en France pour évoluer à Saint-Estève XIII Catalan en 2015. Il retente sa chance en Angleterre en rejoignant Whitehaven en Championship, (antichambre de la Super League) pendant un an, avant de revenir à Saint-Estève XIII Catalan. 
Il est prêté au Toulouse Olympique XIII durant l'été 2017 avec qui il joue 9 matchs pour 2 essais er remporte le Championship Shield.
En juillet 2018 il s'engage pour la fin de saison avec Batley Bulldogs en championship (2e division anglaise) et signe au bout de quelques semaines pour la saison 2019
Parallèlement il représente respectivement les équipes de France U16, U18, U19 et U23.
En 2021, dans le cadre d'une rencontre de préparation des Dragons Catalans, il est sélectionné dans le XIII du Président réunissant les meilleurs éléments du Championnat de France.

## Palmarès
- Collectif
  - Vainqueur de la Coupe de France : 2018 (Saint-Estève XIII catalan).
  - Vainqueur du Championships Shield : 2017 (Toulouse Olympique XIII)
  - Finaliste de la Coupe de France : 2015 (Saint-Estève XIII catalan).

### Détails en sélection
| Matchs internationaux de Louis Jouffret                                 | Matchs internationaux de Louis Jouffret | Matchs internationaux de Louis Jouffret | Matchs internationaux de Louis Jouffret | Matchs internationaux de Louis Jouffret | Matchs internationaux de Louis Jouffret | Matchs internationaux de Louis Jouffret | Matchs internationaux de Louis Jouffret | Matchs internationaux de Louis Jouffret | Matchs internationaux de Louis Jouffret | Matchs internationaux de Louis Jouffret | Matchs internationaux de Louis Jouffret |
|                                                                         | Date                                    | Adversaire                              | Résultat                                | Compétition                             | Poste                                   | Points                                  | Essais                                  | Pen.                                    | Drops                                   |                                         |                                         |
| ----------------------------------------------------------------------- | --------------------------------------- | --------------------------------------- | --------------------------------------- | --------------------------------------- | --------------------------------------- | --------------------------------------- | --------------------------------------- | --------------------------------------- | --------------------------------------- | --------------------------------------- | --------------------------------------- |
| 1.                                                                      | 7 octobre 2018                          | Serbie                                  | 54-2                                    | Test-match                              | Demi de mêlée                           | 4                                       | 1                                       | -                                       | -                                       |                                         |                                         |
| 2.                                                                      | 29 avril 2023                           | Angleterre                              | 0-64                                    | Test-match                              | Remplaçant                              | -                                       | -                                       | -                                       | -                                       |                                         |                                         |
| 3.                                                                      | 22 octobre 2024                         | Ukraine                                 | 74-8                                    | Qualif. CM                              | Arrière                                 | 4                                       | 1                                       | -                                       | -                                       |                                         |                                         |
| Matchs internationaux de Louis Jouffret sous l'équipe de France de neuf |                                         |                                         |                                         |                                         |                                         |                                         |                                         |                                         |                                         |                                         |                                         |
| 1.                                                                      | 18 octobre 2019                         | Liban                                   | 8-12                                    | Coupe du monde                          | Arrière                                 | 0                                       | -                                       | -                                       | -                                       |                                         |                                         |

### En club

#### Statistiques
| Saison | Club                    | Compétition  | Matchs | Points | Essais | Goals | Drops |
| ------ | ----------------------- | ------------ | ------ | ------ | ------ | ----- | ----- |
| 2015   | Whitehaven RLFC         | Championship | 9      | 64     | 2      | 28    | 0     |
| 2016   | Whitehaven RLFC         | Championship | 25     | 126    | 5      | 53    | 0     |
| 2017   | Toulouse Olympique XIII | Championship | 9      | 8      | 2      | 0     | 0     |
| 2018   | Batley Bulldogs RLFC    | Championship | 9      | 12     | 3      | 0     | 0     |